# Pro League (Madagascar)
La Pro League malgascia, nota con la dizione inglese Madagascar Pro League e per ragioni di sponsorizzazione come Orange Pro League (fino al 2019 come Madagascar Champions League o THB Champions League per motivi di sponsorizzazione), è la maggiore competizione calcistica del Madagascar. 
Il 31 ottobre 2002 fu teatro della partita AS Adema-SO de l'Emyrne 149-0, l'incontro con più reti della storia del calcio.

## Formato
Il campionato malgascio era diviso in due fasi:
- Nella prima, organizzata su base locale, si disputavano 22 tornei: le 32 squadre vincitrici erano ammesse alla fase finale.
- La fase finale si componeva di quattro gironi all'italiana (a turno unico) con 4 squadre: le prime due di ogni girone avanzavano nel torneo successivo, che proseguiva con scontri ad eliminazione diretta sino alla finale (giocata in gara secca).

La riforma del 2020 prevede che la competizione annoveri 12 club e che le squadre si sfidino tra loro con partite di andata e ritorno, per un totale di 23 match. La squadra con più punti al termine delle partite vince il campionato.

## Albo d'oro
- 1962:  Fortior
- 1963:  Fortior
- 1964:  COSFAP[2]
- 1965:  COSFAP
- 1966:  COSFAP
- 1967:  Racing Club Nosy-Bé
- 1968:  Fitarikandro
- 1969:  Fonctionnaires
- 1970:  MMM Toamasina
- 1971:  Elgeco Plus
- 1972:  Fortior Mahajanga
- 1973:  Antalaha
- 1974:  Corps Enseignement
- 1975:  Corps Enseignement
- 1976: non disputato
- 1977:  Corps Enseignement
- 1978:  Elgeco Plus
- 1979:  Fortior Mahajanga
- 1980:  MMM Toamasina
- 1981:  Somasud
- 1982:  Dinamo Fima
- 1983:  Dinamo Fima
- 1984: non disputato
- 1985:  Sotema
- 1986:  BTM Antananarivo
- 1987:  JOS Nosy-Bé
- 1988:  COSFAP
- 1989:  Sotema
- 1990:  Fianarantsoa
- 1991:  Sotema
- 1992:  Sotema
- 1993:  BTM Antananarivo
- 1994:  Rainizafy
- 1995:  Fobar
- 1996:  BVF
- 1997:  DSA Antananarivo
- 1998:  DSA Antananarivo
- 1999:  Fortior
- 2000:  Fortior
- 2001:  SO Emyrne
- 2002:  Adema
- 2003:  Ecoredipharm
- 2004:  USJF Ravinala
- 2005:  USCA Foot
- 2006:  Adema
- 2007:  Ajesaia
- 2008:  Académie Ny Antsika
- 2009:  Ajesaia
- 2010:  CNaPS Sports
- 2011:  Japan Actuel's
- 2012:  Adema
- 2013:  CNaPS Sports
- 2014:  CNaPS Sports
- 2015:  CNaPS Sports
- 2016:  CNaPS Sports
- 2017:  CNaPS Sports
- 2018:  CNaPS Sports
- 2019:  Fosa Juniors
- 2019-2020: sospeso
- 2020-2021:  Adema
- 2021-2022:  CFFA
- 2022-2023:  Fosa Juniors
- 2024:  Disciples
- 2024-2025:  Elgeco Plus

## Vittorie per squadra
| Squadra             | Città           | Vittorie | Anni                                     |
| ------------------- | --------------- | -------- | ---------------------------------------- |
| CNaPS Sports        | Toamasina       | 7        | 2010, 2013, 2014, 2015, 2016, 2017, 2018 |
| Fortior             | Toamasina       | 4        | 1962, 1963, 1999, 2000                   |
| COSFAP              | Antananarivo    | 4        | 1964, 1965, 1966, 1988                   |
| Sotema              | Mahajanga       | 4        | 1985, 1989, 1991, 1992                   |
| Adema               | Antananarivo    | 4        | 2002, 2006, 2012, 2021                   |
| Corps Enseignement  | Toliara         | 3        | 1974, 1975, 1977                         |
| Elgeco Plus         | Antananarivo    | 3        | 1971, 1978, 2025                         |
| Dinamo Fima         | Antananarivo    | 2        | 1982, 1983                               |
| BTM Antananarivo    | Antananarivo    | 2        | 1986, 1993                               |
| DSA Antananarivo    | Antananarivo    | 2        | 1997, 1998                               |
| Fortior Mahajanga   | Mahajanga       | 2        | 1972, 1979                               |
| Ajesaia             | Antananarivo    | 2        | 2007, 2009                               |
| MMM Toamasina       | Toamasina       | 2        | 1970, 1980                               |
| Fosa Juniors        | Mahajanga       | 2        | 2019, 2023                               |
| BVF                 | Antananarivo    | 1        | 1996                                     |
| Antalaha            | Antalaha        | 1        | 1973                                     |
| CFFA                | Andoharanofotsy | 1        | 2022                                     |
| Ecoredipharm        | Tamatave        | 1        | 2003                                     |
| Fianarantsoa        | Fianarantsoa    | 1        | 1990                                     |
| Fitarikandro        | Fianarantsoa    | 1        | 1968                                     |
| JOS Nosy-Bé         | Hell-Ville      | 1        | 1987                                     |
| Somasud             | Toliara         | 1        | 1981                                     |
| SO Emyrne           | Antananarivo    | 1        | 2001                                     |
| USCA Foot           | Antananarivo    | 1        | 2005                                     |
| USJF Ravinala       | Antananarivo    | 1        | 2004                                     |
| Fonctionnaires      | Antananarivo    | 1        | 1969                                     |
| Académie Ny Antsika | Vakinankaratra  | 1        | 2008                                     |
| Japan Actuel's      | Antsirabe       | 1        | 2011                                     |
| Racing Club Nosy-Bé | Nosy Be         | 1        | 1967                                     |
| Rainizafy           |                 | 1        | 1994                                     |
| Fobar               | Toliara         | 1        | 1995                                     |
| Disciples           |                 | 1        | 2024                                     |